# Ranganadi
El Ranganadi o Paniyor és un riu d'Assam (Índia). Neix a les muntanyes Dafla i corre cap al sud desaiguant al Subansiri, afluent del Brahmaputra, més avall de Goramur. És navegable només per bots petits, però durant tot l'any.